# Bird Kingdom
Koordinaten: 43° 5′ 33″ N, 79° 4′ 6″ W
Das Bird Kingdom ist ein 2003 eröffneter Vogelpark in Niagara Falls in der kanadischen Provinz Ontario.

## Anlagenkonzept
Das Bird Kingdom enthält die weltweit größte Indoor-Vogelfreiflughalle, die sich über mehrere Stockwerke erstreckt und eine Grundfläche von 420 m² besitzt. Die Ausstattung ist einem tropischen Regenwald nachempfunden, in dem neben Vögeln auch andere Tiere gehalten werden. Ein 12 Meter hohen Wasserfall ist in die Anlage eingebunden. In weiteren Volieren sind kleinere Vogelarten zu besichtigen, für Flughunde sind spezielle Ruhebereiche eingerichtet.

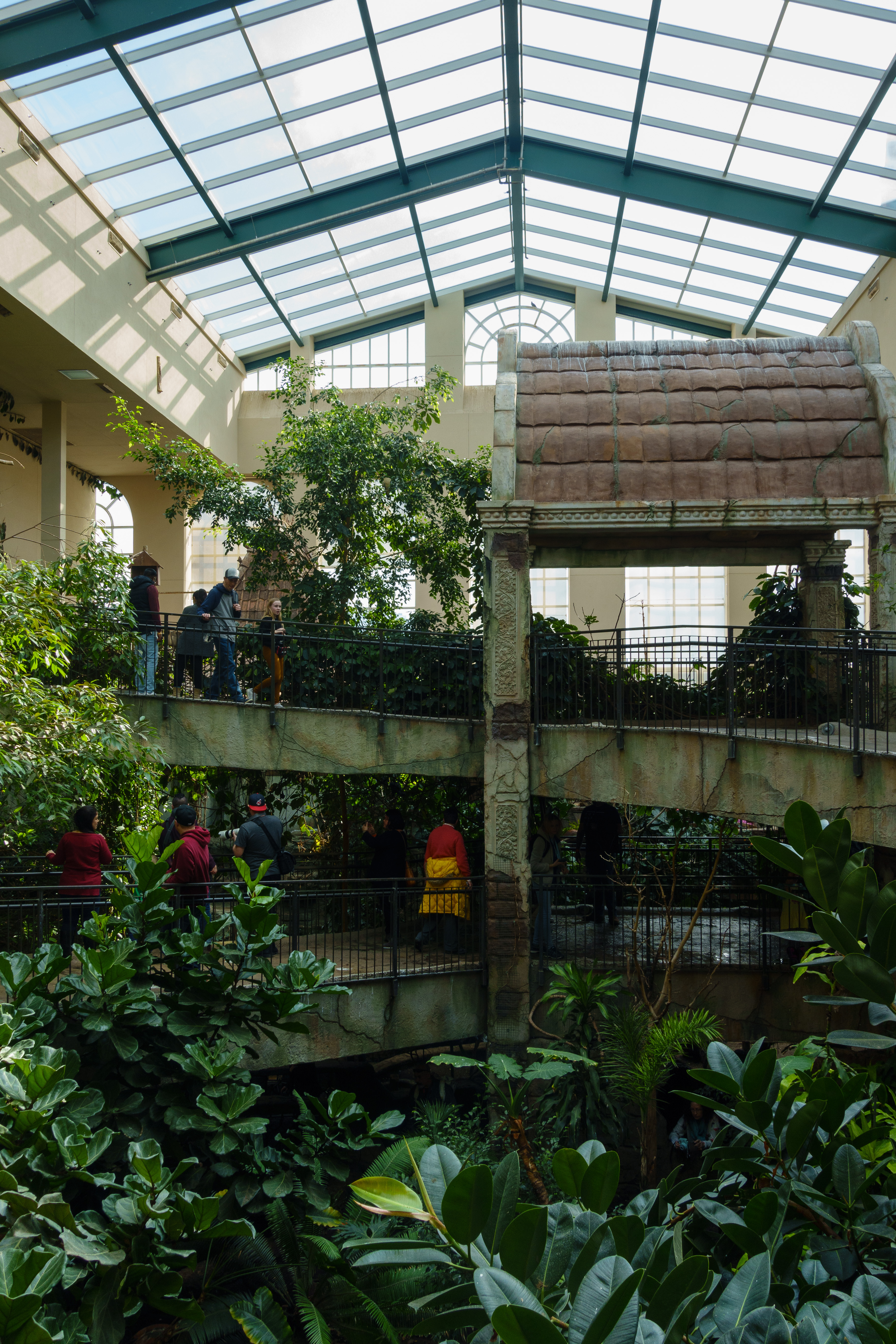
Blick in die Freiflughalle
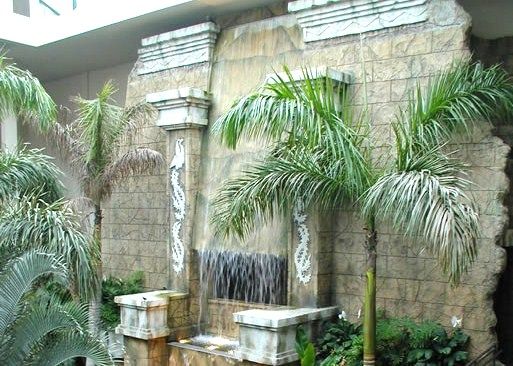
Wasserfall
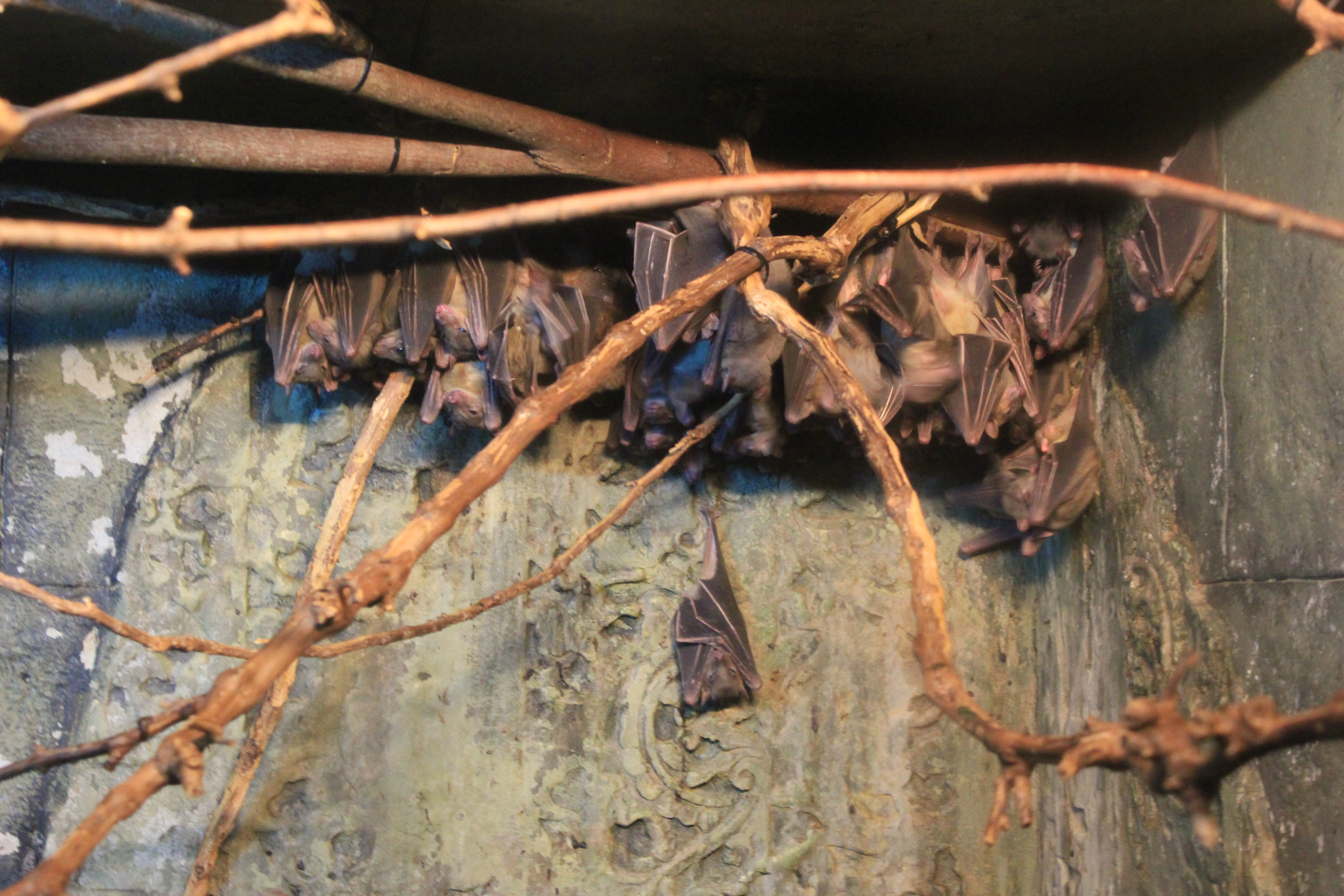
Flughunde-Bereich

## Artenspektrum
Im Bird Kingdom werden über 400 Vögel in rund 80 Arten aus allen Kontinenten gehalten. Außerdem wird eine begrenzte Anzahl an Säugetieren, Reptilien, Amphibien, Fischen und Spinnen ausgestellt. Bird Kingdom beteiligt sich an mehreren Arterhaltungsprogrammen, die dazu beitragen, die genetische Vielfalt seltener Arten zu sichern. Die nachfolgenden Bilder zeigen eine Auswahl einiger Vogelarten aus dem Bestand des Vogelparks.

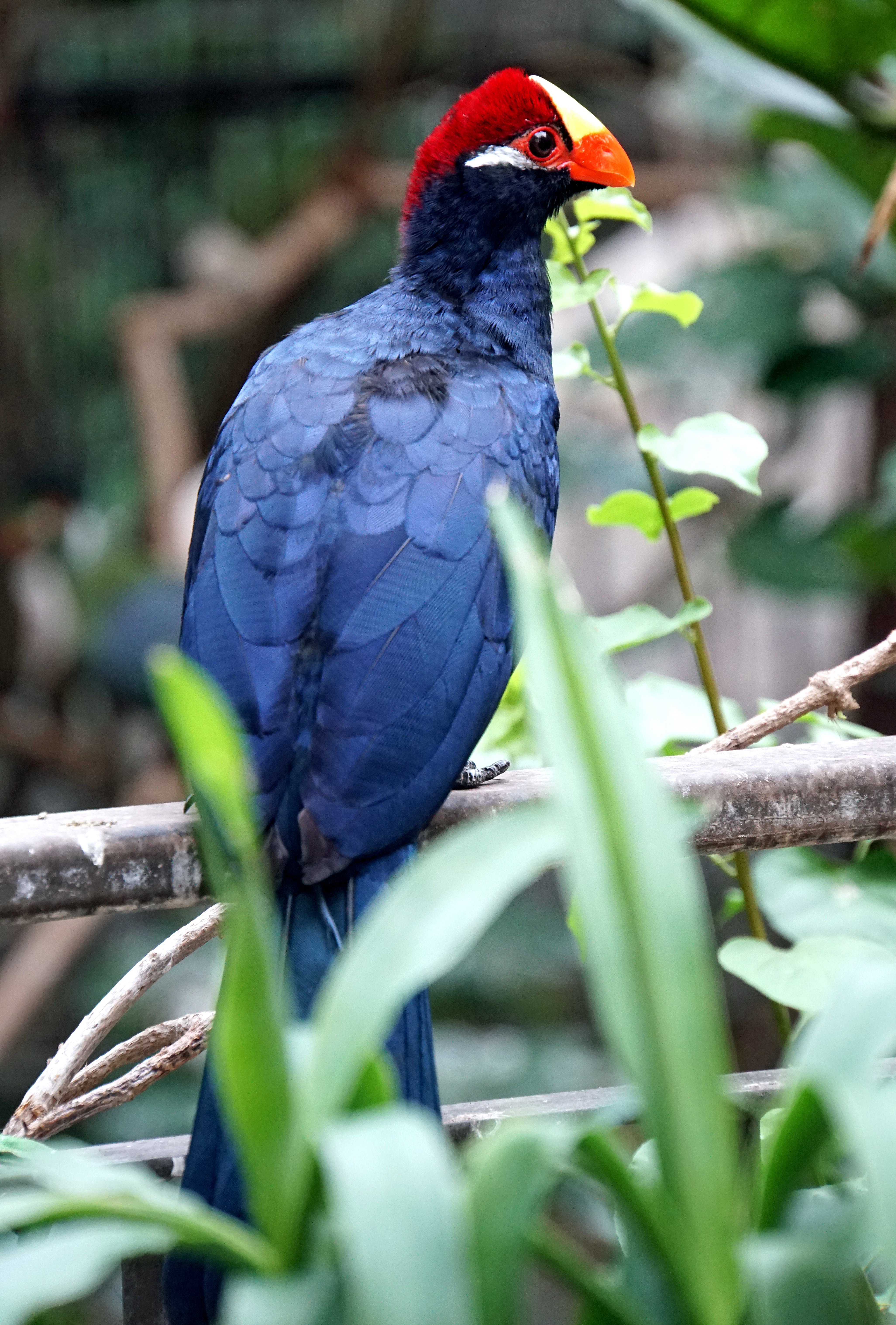
Schildturako (Tauraco violaceus)
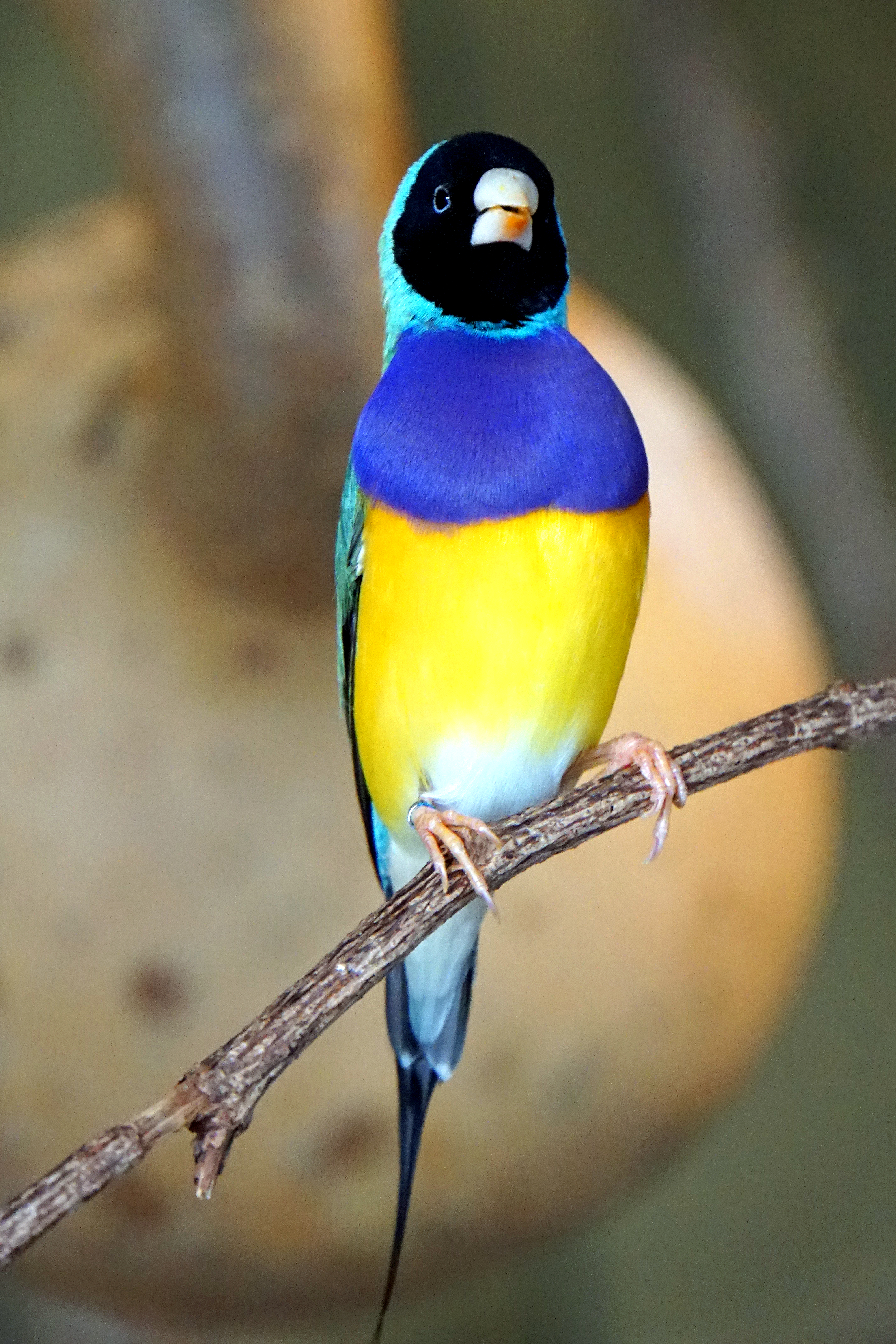
Gouldamadine (Chloebia gouldiae)
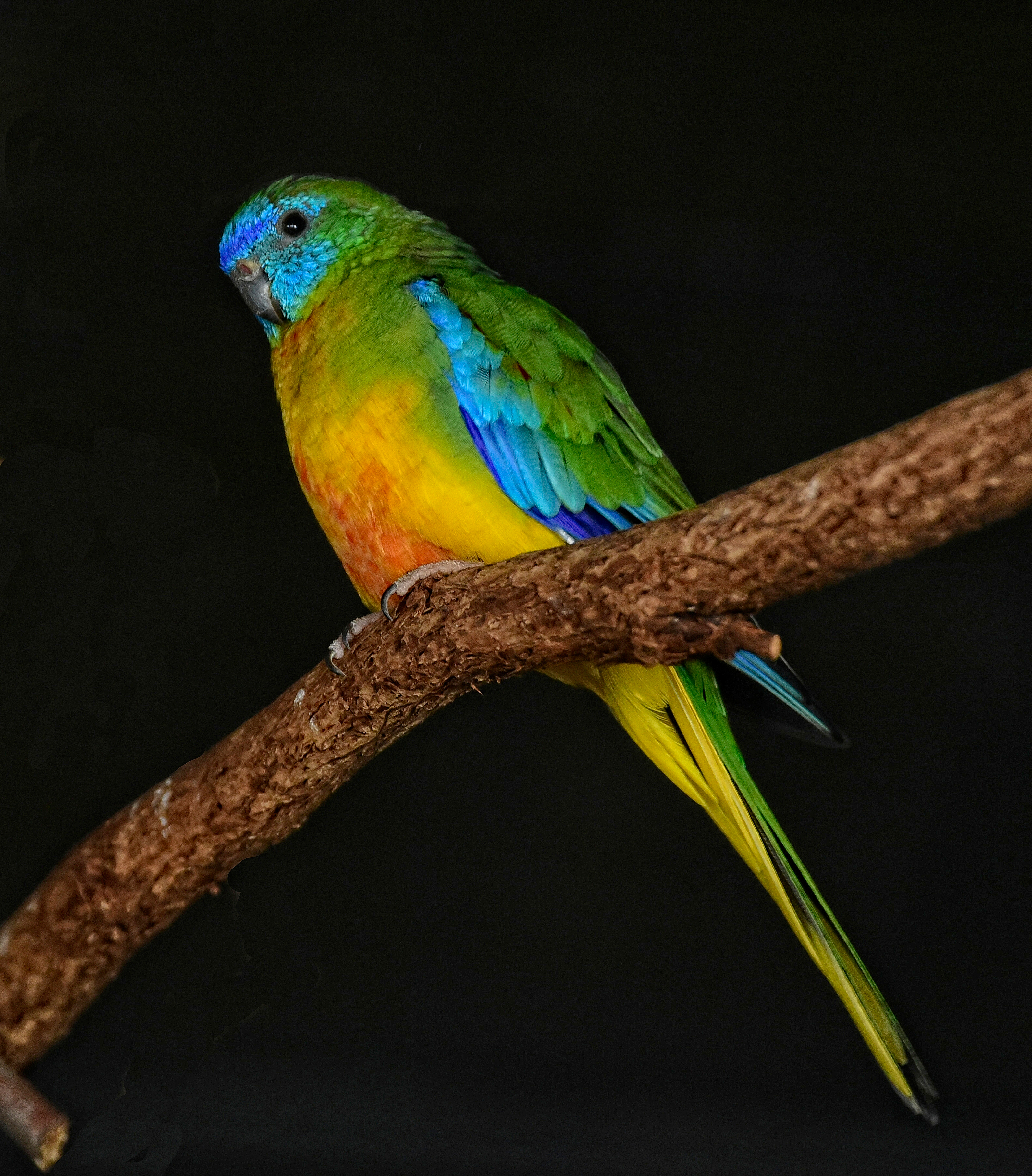
Schönsittich (Neophema pulchella)
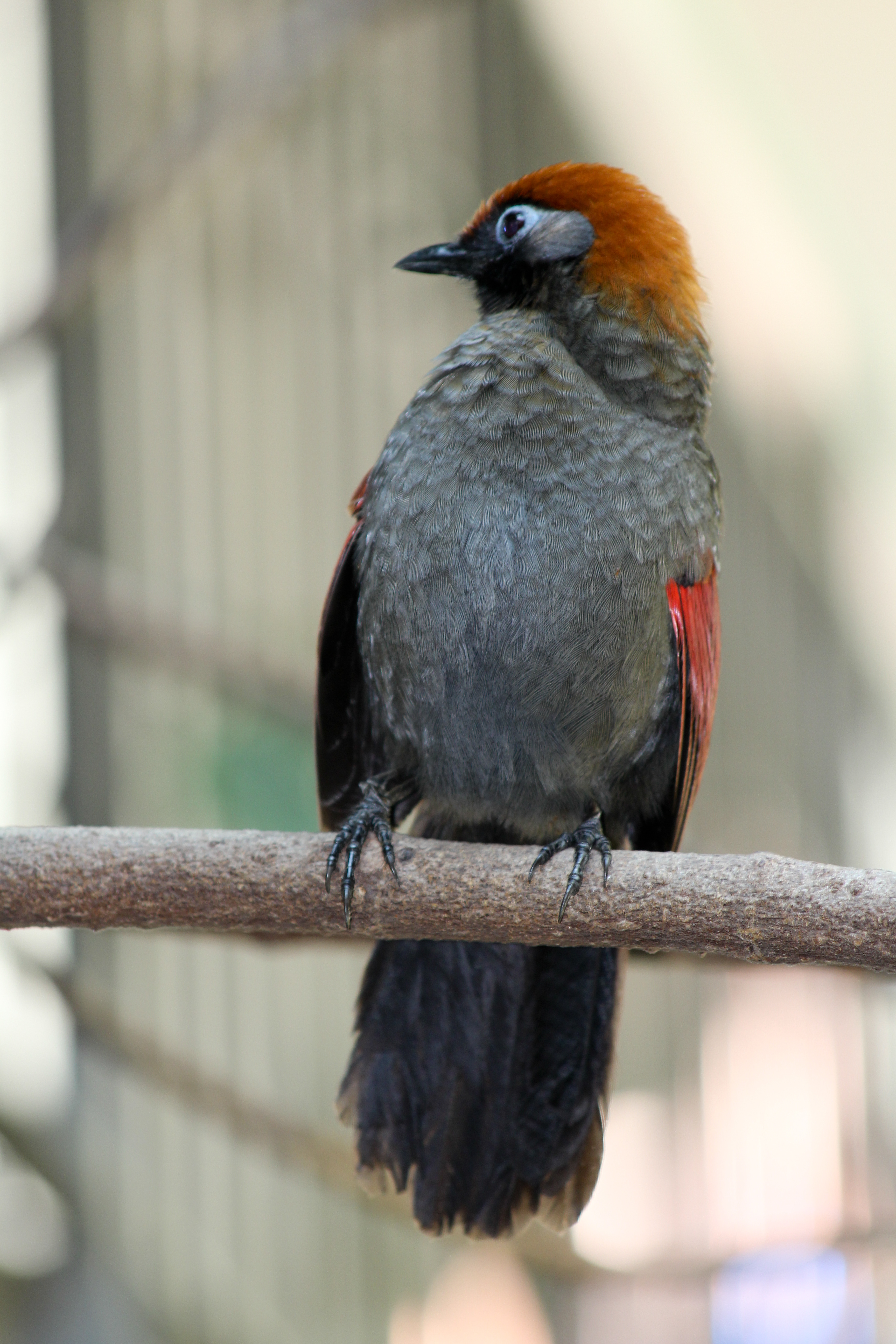
Rotschwanzhäherling (Garrulax milnei)
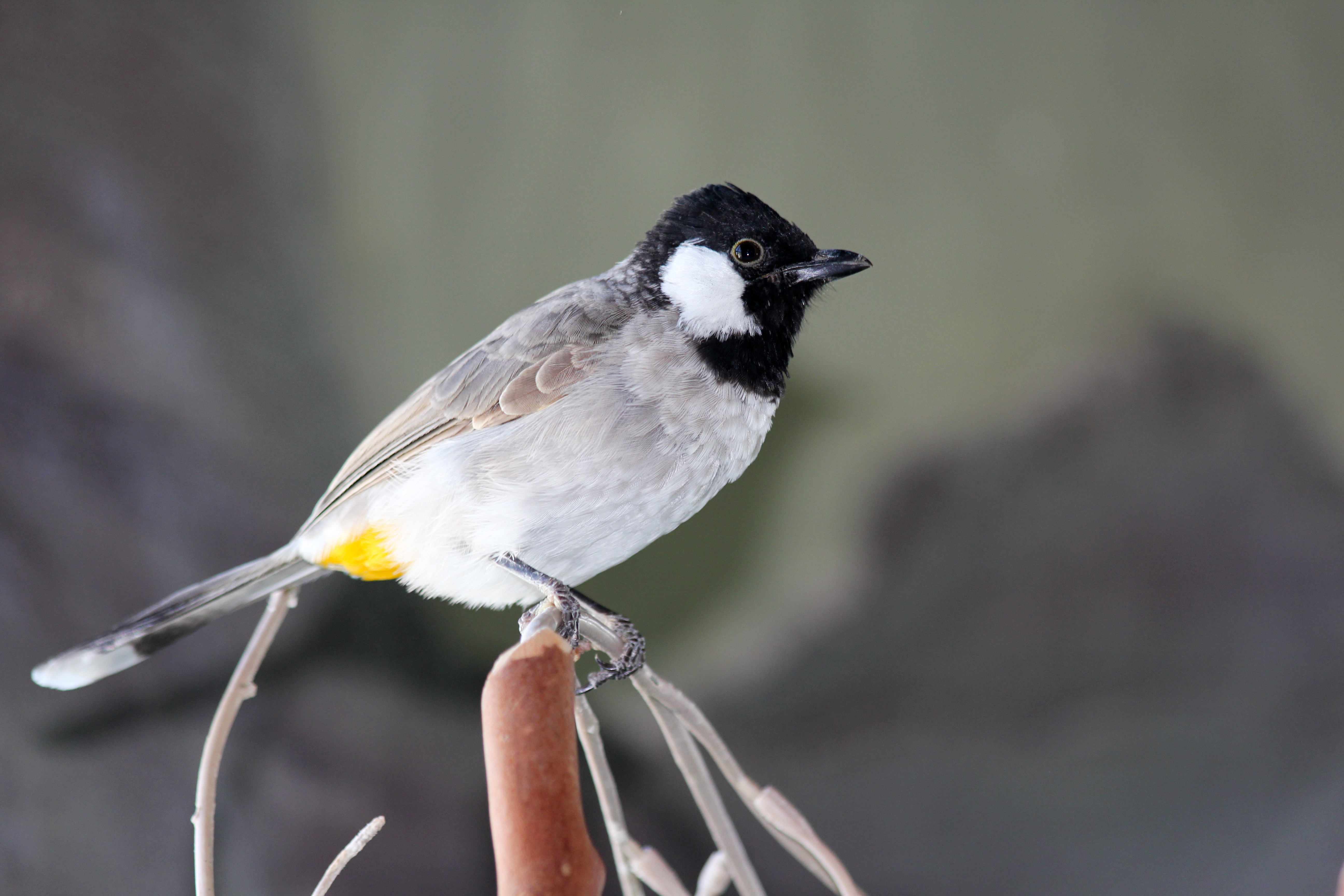
Weißohrbülbül (Pycnonotus leucotis)
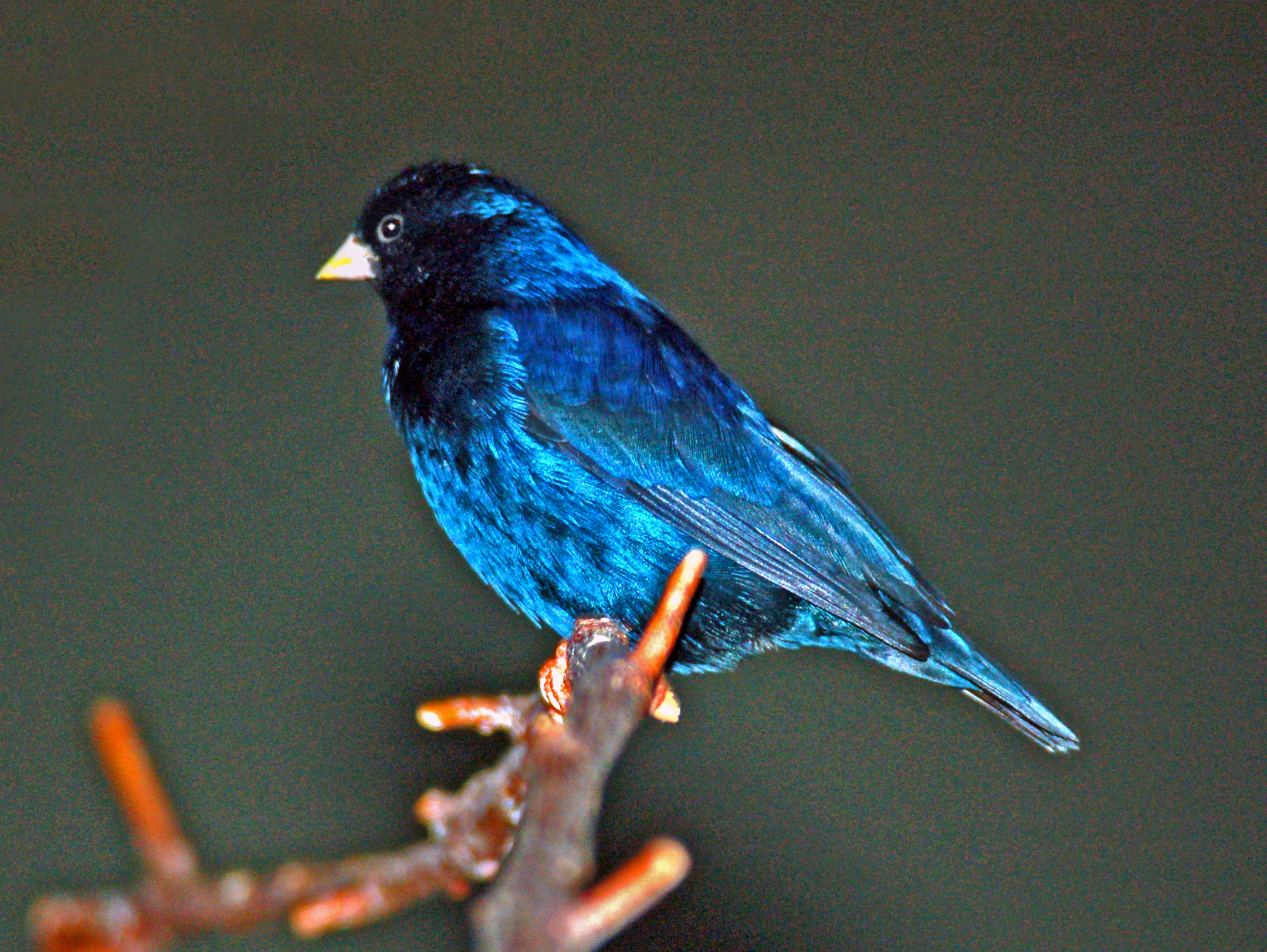
Rotfuß-Atlaswitwe (Vidua chalybeata)
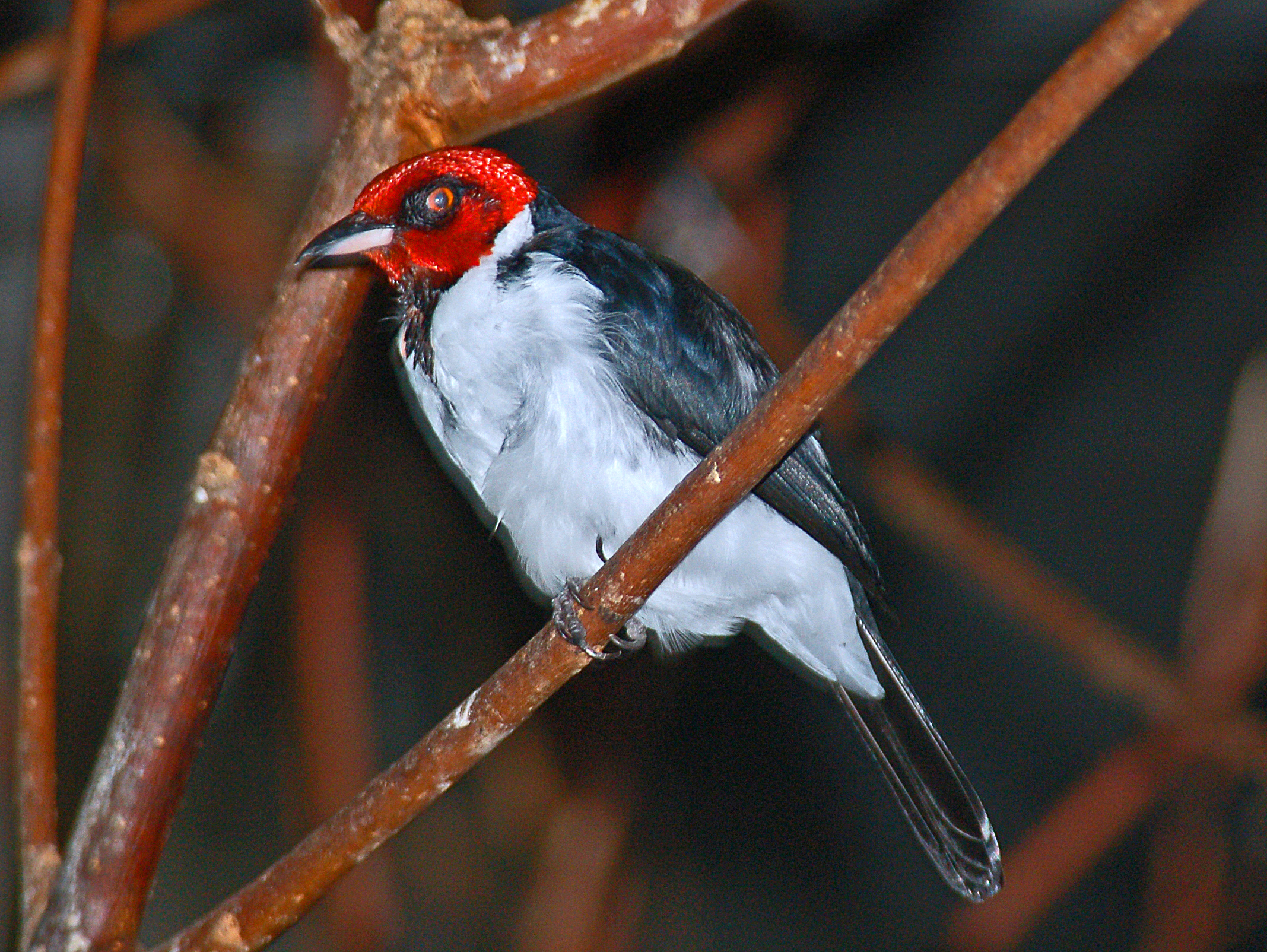
Schwarzkehlkardinal (Paroaria gularis)
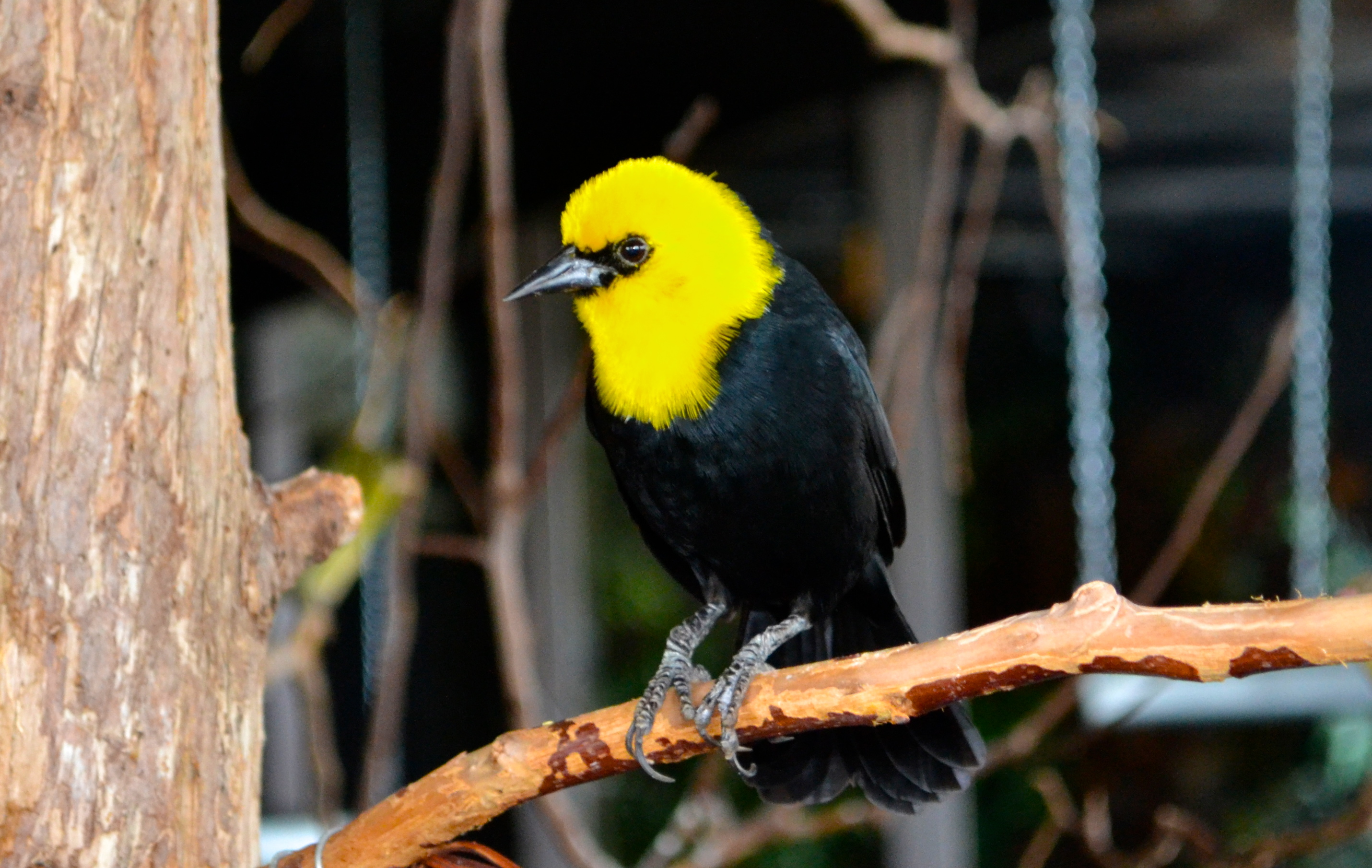
Gelbkopfstärling (Chrysomus icterocephalus)